# Distrito de Ózd
El distrito de Ózd (húngaro: Ózdi járás) es un distrito húngaro perteneciente al condado de Borsod-Abaúj-Zemplén.
En 2013 tenía 54 527 habitantes. Su capital es Ózd.

## Municipios
El distrito tiene 2 ciudades (en negrita), un pueblo mayor (en cursiva) y 14 pueblos (población a 1 de enero de 2012):
Ciudades
- Borsodnádasd (3007)
- Ózd (33 750) – la capital

Pueblos
- Arló
- Borsodbóta
- Borsodszentgyörgy
- Bükkmogyorósd
- Csernely
- Csokvaomány
- Domaháza
- Farkaslyuk
- Hangony
- Járdánháza
- Kissikátor
- Lénárddaróc
- Nekézseny
- Sáta
- Uppony